# Nationalstraße 219 (China)

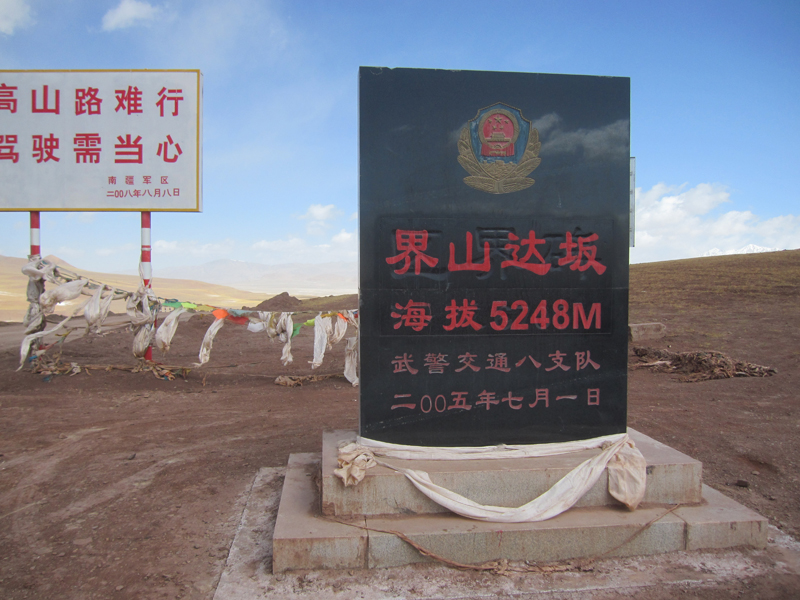
Markierung an einem Gebirgspass an der G219 im Kreis Rutog.

Die Nationalstraße 219 (chinesisch 219国道, Pinyin 219 Guódào, englisch China National Highway 219), chin. Abk. G219, ist eine 2.342 km lange, in Nordwest-Südost-Richtung verlaufende Fernstraße im Südwesten Chinas in den Autonomen Gebieten Xinjiang und Tibet. Sie zweigt in Kargilik von der Nationalstraße G315 ab und führt durch das Gebiet Aksai Chin, das von Indien beansprucht wird, sowie über Rutog, Gar, Zhongba, Saga, Ngamring nach Lhazê, wo sie in die Nationalstraße G318 einmündet. Die G219 führt über mehrere über 5.000 m hohe Pässe und vorbei am heiligen Berg Kailash.